# Vîșniveț
Vîșniveț (în ucraineană Вишнівець) este o așezare de tip urban din raionul Zbaraj, regiunea Ternopil, Ucraina. În afara localității principale, mai cuprinde și satul Zahoroddea.

## Demografie
Componența lingvistică a așezării de tip urban Vîșniveț
     Ucraineană (99,19%)
     Alte limbi (0,78%)
Conform recensământului din 2001, majoritatea populației așezării de tip urban Vîșniveț era vorbitoare de ucraineană (99,19%), existând în minoritate și vorbitori de alte limbi.